# Sergi Bruguera
Sergi Bruguera i Torner, španski tenisač, * 16. januar 1971, Barcelona, Španija.
Bruguera je zmagovalec dveh turnirjev Grand Slam za Odprto prvenstvo Francije, še enkrat pa se je uvrstil v finale. Zmagal je v letih 1993, ko je v finalu v petih nizih premagal Jima Courierja, in 1994,  ko je v finalu v štirih nizih premagal Alberta Berasateguija, leta 1997 pa ga je v finalu v treh nizih premagal Gustavo Kuerten. Na ostalih treh turnirjih za Grand Slam se mu je uspelo najdlje uvrstiti v četrti krog. Leta 1996 je nastopil na olimpijskem turnirju, kjer je osvojil srebrno medaljo med posamezniki, v finalu ga je premagal Andre Agassi. Najvišjo uvrstitev na moški teniški lestvici ATP je dosegel s tretjim mestom 1. avgusta 1994. V karieri je zabeležil 447 zmag in 271 porazov.

## Finali Grand Slamov posamično (3)

### Zmage (2)
| Leto | Turnir                        | Nasprotnik v finalu | Rezultat finala         |
| 1993 | Odprto prvenstvo Francije     | Jim Courier         | 6–4, 2–6, 6–2, 3–6, 6–3 |
| 1994 | Odprto prvenstvo Francije (2) | Alberto Berasategui | 6–3, 7–5, 2–6, 6–1      |

### Porazi (1)
| Leto | Turnir                    | Nasprotnik v finalu | Rezultat finala |
| 1997 | Odprto prvenstvo Francije | Gustavo Kuerten     | 3–6, 4–6, 2–6   |